# Kurland

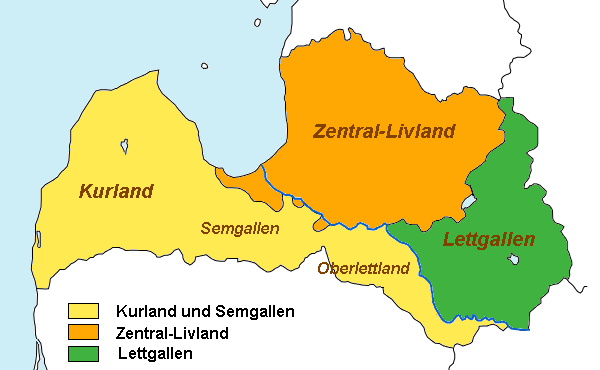
Karte Lettlands, Kurland und Semgallen in gelb

Kurland (lettisch Kurzeme) ist neben Semgallen (Zemgale), Zentral-Livland (Vidzeme) und Lettgallen (Latgale) eine der vier historischen Landschaften von Lettland.
Kurland liegt südwestlich des Flusses Düna und bezeichnet den von Ostsee und Rigaischem Meerbusen umfassten Westteil des Landes um die Städte Liepāja (Libau) und Ventspils (Windau). Die Hauptstadt Kurlands war bis 1919 Jelgava (Mitau). Nördlichster Punkt Kurlands ist Kap Kolka. Kurland umfasst eine Fläche von 13.628,28 km². Das Gebiet ist mit Ausnahme der hügeligen Gegend um Talsi (Talsen) in der Kurländischen Schweiz relativ flach. Hauptfluss ist die Venta (Windau).

## Geschichte

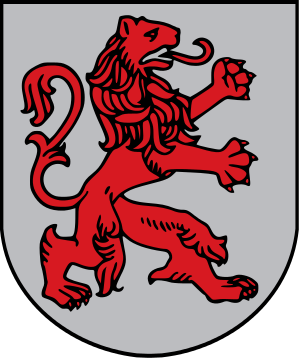
Kleines Wappen des Herzogtums Kurland unter Gotthard Kettler

Kurland ist nach dem baltischen Volk der Kuren benannt. Der Eigenname Kurš geht auf das indogermanische Wort krs zurück und bedeutet „schnell beweglich (auf See)“.

### Frühmittelalter
Die Geschichte der Kuren lässt sich etwa bis in das 7. Jahrhundert zurückverfolgen. Gemeinsam mit den Prußen hatten sie zu dieser Zeit eine führende Rolle unter den baltischen Stämmen inne.
Bereits Mitte des 7. Jahrhunderts war Kurland von einer protowikingerischen Dynamik betroffen. Nordische Sagas, die jedoch erst im 13. Jahrhundert aufgezeichnet wurden, schildern die Taten der schwedischen Sagenkönige Ivar Vidfamne (Ívarr inn víðfaðmi, 655–695) und Harald Hildetand aus dem Geschlecht der Skjödungar. Ivar Vidfamne soll das Baltikum und die Gegend um Gardarike in Karelien erobert haben. Von dauerhafter Landnahme ist jedoch keine Rede, denn sein Reich zerfiel nach seinem Tod. Harald Hildetand, vermutlich sein Enkel, soll die Gebiete erneut unter schwedische Herrschaft gebracht haben. Ausgrabungen des schwedischen Forschers Birger Nerman und der Bildstein von Priediens bestätigen eine nordische Präsenz in Grobiņa (Seeburg) zwischen 650 und 850. Auf drei Brandgräberfeldern skandinavischen Typs deuten die Waffen- und Schmuckfunde zweimal auf Gotland als Herkunftsgebiet und einmal auf das mittelschwedische Mälartal, das im Gebiet der Svear lag.
In der ersten Hälfte des 8. Jahrhunderts wurden in Suaslaukas und Grobiņa in Lettland, Wiskiauten im Samland und Truso bei Elbing nordische Handelsniederlassungen gegründet. Skandinavische Funde aus der Zeit nach 800 sind dagegen im Baltikum selten. Grobin hielt sich bis etwa 850. Die Siedlung im Gebiet der Prußen erbrachte hingegen spätere Funde, Truso aus der Zeit um 900 und Wiskiauten sogar bis ins 11. Jahrhundert. Der Angelsachse Wulfstan von Haithabu, der das Gebiet der Prußen zwischen 880 und 890 besuchte, sah „viele Städte, in denen jeweils ein König gebot“.
In seiner Vita sancti Anscharii von 876 erwähnt Rimbert, ein Schüler des Bischofs Ansgar von Bremen, Kämpfe zwischen dänischen und schwedischen Wikingern und den Kuren im Jahre 855. Als Ansgar Schweden (nach 850) zum zweiten Mal besuchte, erlitten die Dänen in Kurland eine vernichtende Niederlage. Rimbert erwähnt die Seeburg (Grobiņa) und Apulia (Apuole) und schreibt über die Kuren (die er Chori nennt), dass sie von den Schweden unterworfen waren, aber das Joch bereits lange abgeschüttelt hatten. Der Sveakönig Olof setzte mit einem Heer nach Kurland über. Sein Angriff richtete sich gegen die Seeburg, die geplündert und niedergebrannt wurde. Beim Angriff auf Apulia stieß er jedoch auf erheblichen Widerstand. Die Kuren unterwarfen sich letztlich dennoch und verpflichteten sich, Tribut zu entrichten und Geiseln zu stellen. Auf dem Schlachtfeld fanden die Archäologen eiserne Pfeilspitzen, die im 9. und 10. Jahrhundert in Skandinavien üblich waren. Saxo Grammaticus berichtet von Angriffen auf Kurland, die zwischen 866 und 894 erfolgten. Die nordischen Beutezüge in Kurland stießen jedoch auf zu starken Widerstand und die Wikinger wandten sich in der Folgezeit anderen Landstrichen zu. Dass später die dänische Küste von Kuren, wie auch von Slawen, angegriffen und von schwedischen Wikingern geschützt werden musste, beschreibt Snorri Sturluson in der Heimskringla. Er lebte in der Regierungszeit des dänischen Königs Waldemar II. (König 1202–1241). In Chroniken des 13. Jahrhunderts wird berichtet, dass die Kuren mehrmals Gebiete in Dänemark und Schweden plünderten. Adam von Bremen riet den Christen, die kurländische Küste zu meiden.
Dass kurische Waffen und Schmuckstücke nach Dänemark und Gotland gelangten, belegen Ziernadeln, Fibeln und Schwerter aus dem 10. Jahrhundert. An der gotländischen Küste fand man Utensilien, wie sie in der Umgebung von Klaipėda und Kretinga vorkamen. Das Grab in Hugleifs belegt die Anwesenheit von Kuren auf der Insel. Diese Funde deuten Handelsbeziehungen zu den Balten im 10. und 11. Jahrhundert an. Ein Bruchstück eines silbernen Halsrings mit sattelförmigem Ende, eine Schmuckart, die im mittleren und östlichen Landesteil von Litauen und Lettland verbreitet war, wurde auf Gotland bei Boters nahe Gerum – zusammen mit arabischen, byzantinischen, angelsächsischen und aus dem deutschen Raum stammenden Münzen – gefunden. Ein weiterer Halsring desselben Typs wurde auf Öland entdeckt. Die isländische Egilssaga enthält eine Schilderung über den Lebensstandard der Kuren zu Beginn des 10. Jahrhunderts als die Wikinger Thorolf und Egil um 925 Kurland verheerten. Im 10. und 11. Jahrhundert wurden die Handelsbeziehungen beibehalten, sofern sie nicht durch Kaperfahrten skandinavischer Wikinger unterbrochen wurden.
Eine Feste mit der benachbarten Ortschaft wurde Zentrum des Stammesgebiets. In den Aufzeichnungen des 9. Jahrhunderts sind in Kurland fünf Gaue, sogenannte kurische Landschaften, angegeben, zu Beginn des 13. Jahrhunderts gab es acht. Die Einteilung in Gaue galt für das gesamte Baltikum. Mächtige Feudalherren dehnten im Lauf der Zeit ihren Machtbereich auf mehrere Gaue aus. Diese frühfeudale Gesellschaftsstruktur konnte beibehalten werden, solange die Balten von Nachbarn umgeben waren, die eine ähnliche Sozialstruktur hatten. Die Situation änderte sich, als zwischen 1226 und 1230 an der Westgrenze die Ordensritter erschienen, ein vom christlichen Europa unterstützter mächtiger Gegner.

### Kurland im Ordensstaat

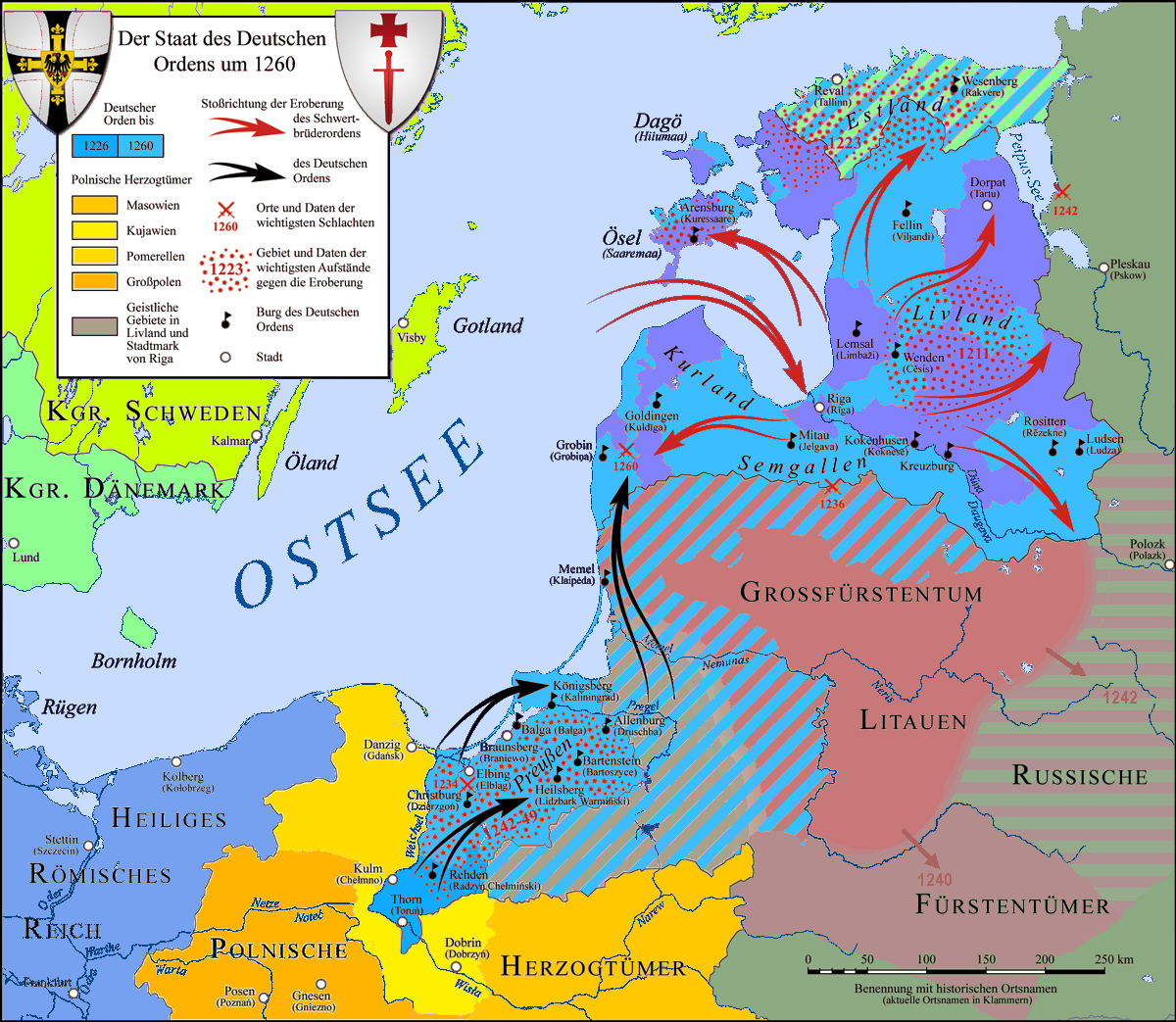
Der Deutschordensstaat um 1260

Gegen Ende des 12. Jahrhunderts hatten niederdeutsche Kaufleute und Missionare an der Düna Handels- und Missionsstationen errichtet. Anfang des 13. Jahrhunderts wurde Kurland vom Schwertbrüderorden unterworfen; es wurden deutsche Städte gegründet, auf dem Lande lebten jedoch weiterhin Kuren, nun unter deutscher Adelsherrschaft.
Parallel dazu begann 1231 der Deutschritterorden von Kulm aus mit der Eroberung des Gebietes der Prußen, beauftragt durch den polnischen Seniorherzog Konrad von Masowien 1230 im Vertrag von Kruschwitz, zu dessen Anbahnung Kaiser Friedrich II. 1226 mit der Goldenen Bulle von Rimini beigetragen hatte. Mit der Bulle von Rieti wurde das Ordensland  1234 als Lehen allein dem Papst unterstellt. 1237 ging der geschwächte Schwertbrüderorden im Deutschritterorden auf. Der Deutsche Orden eroberte 1309 Pommerellen von Polen und erhielt damit im Südwesten seines Territoriums eine gemeinsame Grenze mit dem Römisch-Deutschen Reich (Heiliges Römisches Reich).
Nach der Unterwerfung der Region durch den Schwertbrüder- und den Deutschritterorden gingen die südlichen Kuren großenteils in den Nachbarvölkern der Žemaiten und der Prußen auf, die nördlichen Kuren in den Letten. Das Volk der Kuren besiedelte ursprünglich die gesamte Kurische Nehrung, Teile des Festlandes am Kurischen Haff, das Memelland nördlich der Minija (Minge) mit der Landschaft Pilsaten, sowie weite Teile des heutigen Nord-Žemaiten mit der Landschaft Ceclis. An der Küste liegen die kurischen Landschaften Pilsaten (Rajongemeinde Klaipėda), Megowe (Palanga und Rajongemeinde Kretinga), Duvzare und Piemare, heute Landgemeinde Dienvidkurzeme (Südkurland) um Liepāja (Libau), sowie das Gebiet der heutigen Landgemeinde Ventspils um die gleichnamige Stadt Ventspils (Windau).
Neben Kuren, Letten und den heute nahezu ausgestorbenen Liven (ein finnisches Volk) an der Nordspitze um Domesnäs/Kap Kolka wohnten in Kurland seit dem Mittelalter Deutsche und Schweden, später kamen Russen hinzu. Großgrundbesitzer und Stadtbürger, Pastoren, Ärzte, also die gebildeten Schichten, ebenso Handwerksmeister waren vom Mittelalter bis weit in das 20. Jahrhundert größtenteils Deutsch-Balten. Die deutsche Sprache war die Sprache der Oberschicht, die lettische Sprache die der Landbevölkerung. Die kurische Sprache, wie Prußisch (Altpreußisch) und Lettisch zur baltischen Sprachfamilie gehörend, starb um das 16. Jahrhundert aus.
Durch die polnisch-litauische Union 1386 erhielt der Deutsche Orden erstmals einen übermächtigen Gegner. Nach dem  Zweiten Frieden von Thorn (1466) wurde der Ordensstaat geteilt. Der östliche Teil des Ordenslandes blieb in der Hand des Ordens, doch wurde der Ordensstaat gegenüber Polen lehnspflichtig. Pommerellen, das Kulmerland und weitere Teile des ehemals prußischen Gebietes wurden zu einem weltlichen „Preußen Königlichen Anteils“ zusammengefasst, das in Personalunion mit Polen verbunden wurde (später größtenteils Provinz Westpreußen). Danzig, Thorn und Elbing wurden so genannte Freie Städte unter der Herrschaft des Königs von Polen („Polnische Krone“). Die nördlichen Gebiete von Kurland und Livland mit der Hauptstadt Riga blieben zunächst unabhängig unter Leitung eines Landmeisters des Ordens, erweckten jedoch Begehrlichkeiten Schwedens und Russlands (Großfürstentum Moskau).
Der erste russische Vorstoß wurde 1502 durch Landmeister Wolter von Plettenberg abgewehrt. Der zweite Vorstoß 1558 durch Iwan den Schrecklichen eröffnete den Livländischen Krieg (1558–1582). 1561 unterstellten sich, vertreten durch ihre Ritterschaften, Kurland und Livland polnischer Oberhoheit, um sich gegen die russische Bedrohung abzusichern. Polen geriet dadurch in Konflikt mit Russland und Schweden und wurde in den Krieg hineingezogen.

### Das Herzogtum Kurland und Semgallen in der zweiten Hälfte des 16. und im 17. Jahrhundert

Kleines Wappen des Herzogtums Kurland und Semgallen

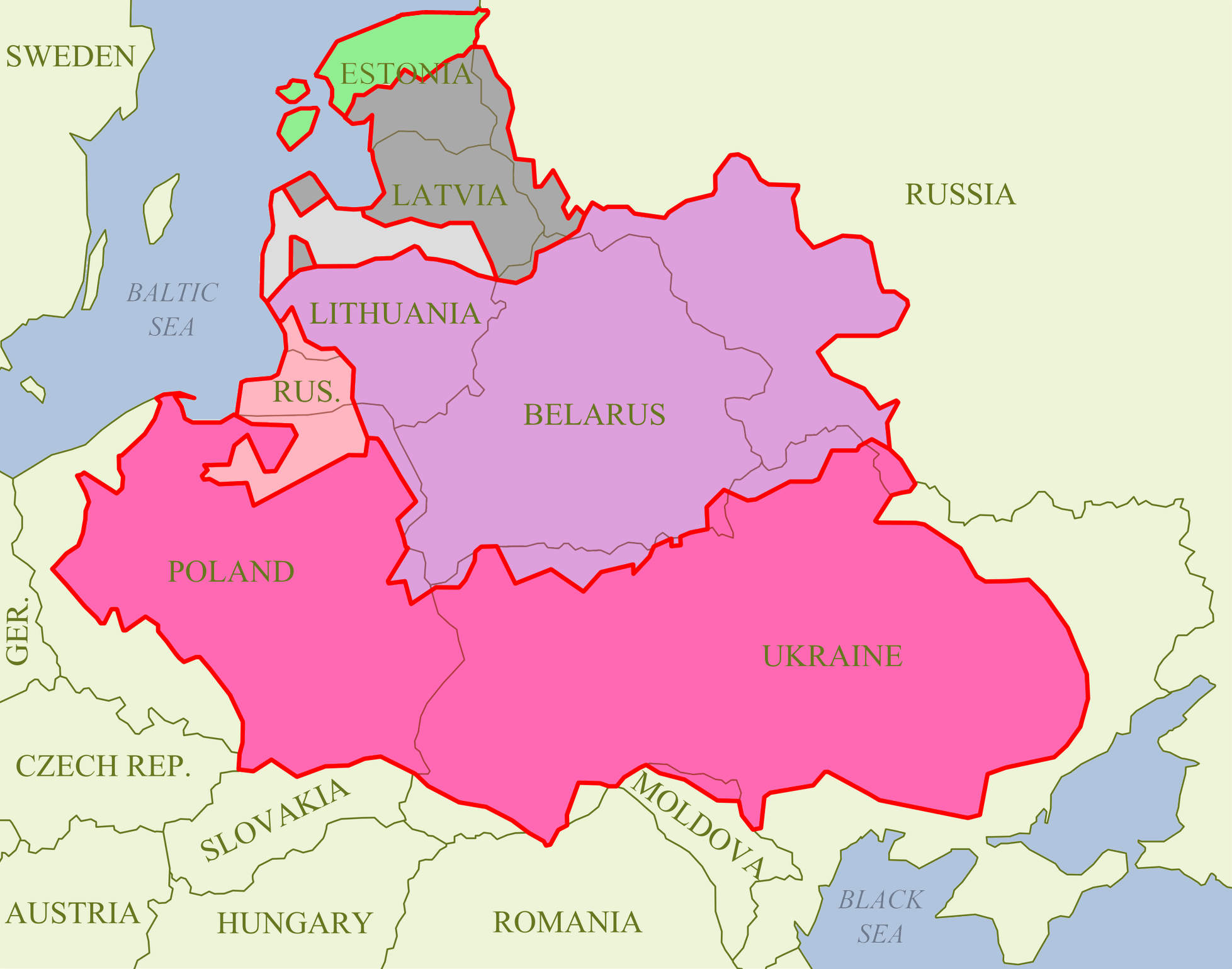
Polen-Litauen um 1618 (in Kombination mit den heutigen Staatsgrenzen)
Königreich Polen
Großfürstentum Litauen
Herzogtum Livland
Herzogtum Preußen, polnisches Lehen
Herzogtum Kurland, gemeinsames Lehen
Schwedisches und Dänisches Livland

Unter dem Einfluss des Krieges konnte Gotthard Kettler, der letzte Landmeister von Livland, ein eigenes weltliches Herzogtum unter polnisch-litauischer Oberhoheit in Kurland und Semgallen gründen, allerdings ohne die Gebiete des Bistums Kurland, die an den polnisch-litauischen Teil Livlands fielen. Nach seinem Tod teilten sich seine Söhne Wilhelm Kettler und Friedrich Kettler 1596 das Herzogtum in das westliche Kurland und das östliche Semgallen. Wilhelm überwarf sich mit dem Landadel, der durch die polnischen Oberherren unterstützt wurde und musste schließlich das Land verlassen. Friedrich konnte 1616 daher beide Landesteile unter sich vereinen. Durch den Polnisch-Schwedischen Krieg 1600–1629 um die Vorherrschaft im Baltikum war Kurland im Ergebnis weniger betroffen. 1629 eroberte Schweden Livland, Kurland blieb ein selbständiges Herzogtum unter polnischer Oberhoheit. Auch der südöstlichste Teil Livlands um Dünaburg blieb polnisch.
Unter Herzog Jakob Kettler erreichte Kurland seine höchste wirtschaftliche Blüte. Der Herzog war ein Anhänger merkantiler Ideen und suchte Handelsbeziehungen nicht nur zu den direkten Nachbarn, sondern auch nach England, Frankreich, Portugal und anderen. Schiffbau und Metallverarbeitung wurden gefördert. Die kurländischen Hafenstädte Windau (heute Ventspils) und Libau (heute Liepāja) wurden Heimathäfen einer der größten europäischen Handelsflotten. Mehrfach versuchte Kettler, Kolonien in Tobago und der Region Gambia aufzubauen. Dies führte zu Konflikten mit anderen Kolonialmächten und Einheimischen, die das kleine Kurland nur mit Schwierigkeiten bewältigte. Das Ende des kurländischen Kolonialismus kam mit dem Zweiten Schwedisch-Polnischen Krieg: 1655 fiel die schwedische Armee in das reiche Kurland ein, 1658 geriet der Herzog in schwedische Gefangenschaft. Die Kolonien fielen an die Niederlande und England, die Handelsflotte wurde weitgehend vernichtet. Nach dem Friedensschluss konnte Tobago zwar zurückgewonnen werden, aber die Wirtschaftskraft Kurlands war zerstört.
Der Sohn von Herzog Jakob, Friedrich Kasimir Kettler, betrieb eine kostspielige Hofhaltung, während die Wirtschaft weiter darnieder ging. Zur Finanzierung verkaufte er Tobago an britische Kolonisten. (Weitere Informationen zur Geschichte der kleinsten Kolonialmacht Europas unter Kurländische Kolonialgeschichte und James Island.) Unter Friedrich Kasimirs Sohn Friedrich Wilhelm Kettler (Regierungszeit 1698–1711), der minderjährig unter der Vormundschaft seines Onkels Ferdinand und seiner Mutter regierte, hatte das Land während des Nordischen Kriegs infolge der Invasion der Schweden (1700–1703 und 1704–1709) stark zu leiden und wurde von einem schwedischen Statthalter verwaltet.

### Zwischen Polen und Russland

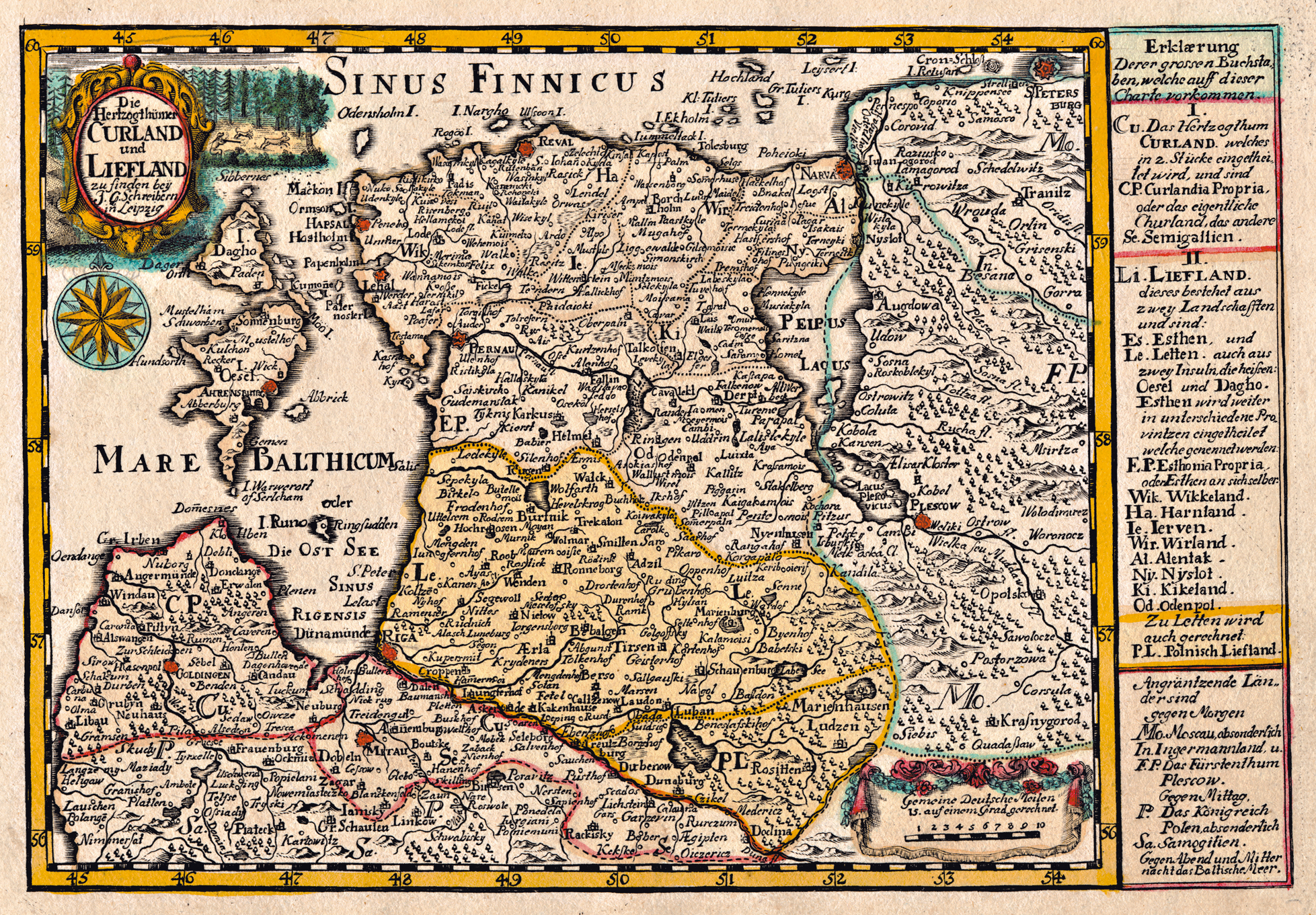
„Die Herzogthümer Curland und Liefland...“, um 1749, Kupferstich von Johann George Schreiber

Der junge Herzog, der inzwischen in Deutschland erzogen wurde, hatte kaum sein Land zurückerhalten, als er 1711 unmittelbar nach seiner Vermählung mit der russischen Prinzessin Anna Iwanowna starb. Die verwitwete Herzogin Anna nahm unter dem Schutz von Peter dem Großen, ihrem Onkel, ihren Witwensitz zu Mitau.
Nun trat der Onkel ihres Gemahls, Herzog Ferdinand Kettler, die Regierung an, lebte aber fortwährend im Ausland. Als die herzogliche Kammer ein verpfändetes Gut einziehen wollte und dabei der Pfandinhaber erschossen wurde, beschwerte sich der Adel in Warschau, und der polnische Oberlehnshof ordnete eine Landesverwaltung an, deren Endzweck es war, Kurland nach dem Tode des kinderlosen Ferdinand als ein eröffnetes Lehen förmlich mit Polen zu vereinigen. Um dies zu verhindern, wählten die kurländischen Stände 1726 den Sohn des Königs von Polen, Moritz Graf von Sachsen, zum Herzog. Durch russischen Einfluss verdrängt, ging Moritz aber 1729 wieder außer Landes.
Im Jahr 1731 ließ sich August II. von Polen dazu herbei, Ferdinand Kettler mit Kurland zu belehnen. Als dieser 1737 starb und mit ihm das herzogliche Haus Kettler erlosch, setzte Anna, die inzwischen den russischen Thron bestiegen hatte, die Wahl ihres Günstlings, Graf Ernst Johann von Biron, seitens der kurländischen Stände zum Herzog durch. Dieser wurde jedoch nach dem Tod seiner Beschützerin (1740) während der Regierung des minderjährigen Kaisers Iwan, für welchen er die Regentschaft führte, von Münnich verhaftet und nach Sibirien verbannt.
Die kurländischen Stände wählten darauf 1758 den Prinzen Karl von Sachsen zum Herzog, zu dessen Gunsten die Kaiserin allen Forderungen an Kurland entsagte. Nach der Thronbesteigung Peters III. erhielt indessen Biron seine Freiheit wieder, und als Katharina die Große an die Macht gekommen war, wurde Biron von dieser 1763 – im Schutz von 15.000 russischen Soldaten – wieder als Herzog von Kurland eingesetzt. Biron starb 1772, nachdem er schon 1769 die Regierung an seinen Sohn Peter abgetreten hatte.

### Russische Herrschaft

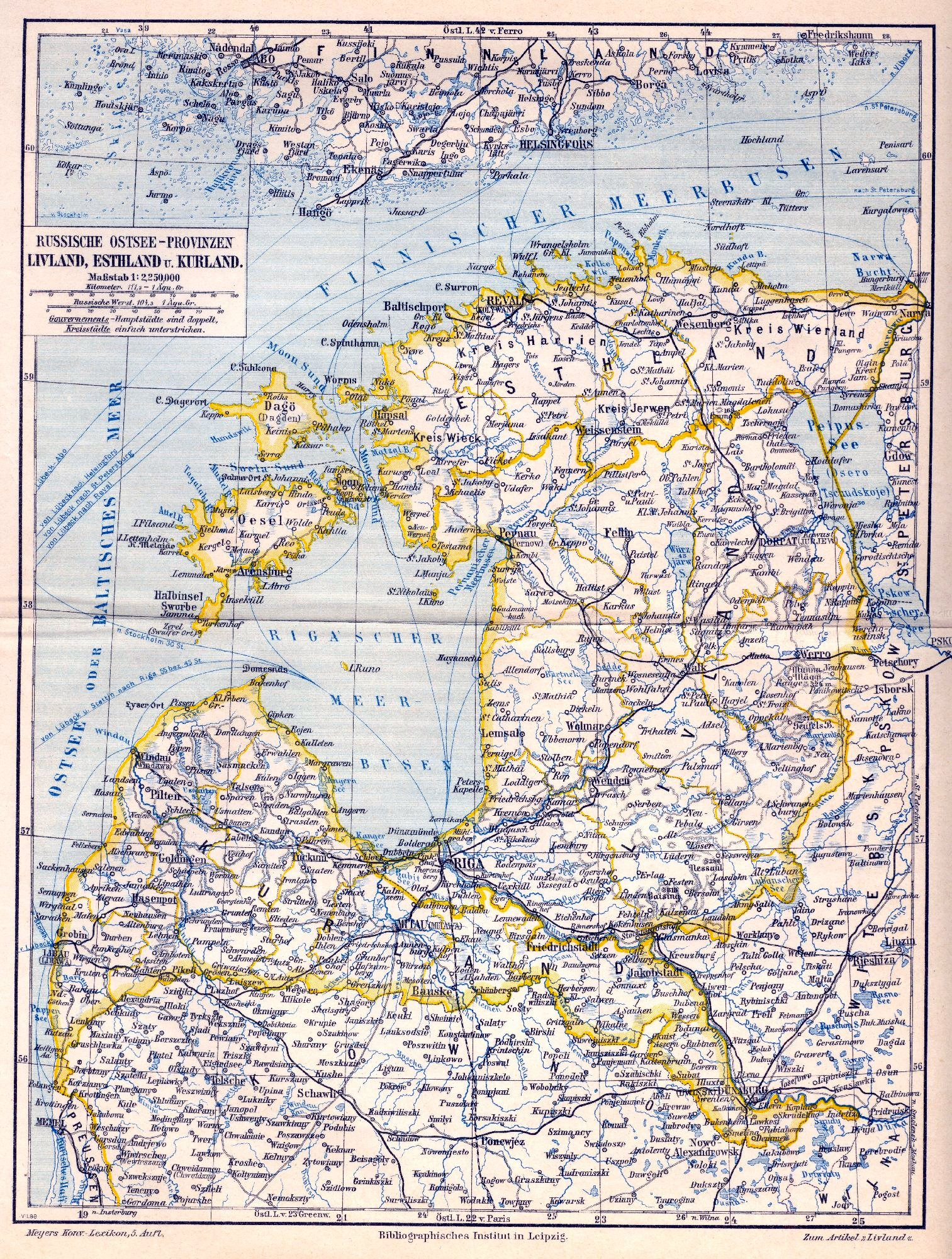
Das Gouvernement Kurland als die südlichste der Ostseeprovinzen

1795 kam Kurland im Zug der Dritten Polnischen Teilung zum Russischen Reich. Der Form nach wurde vom kurländischen Landtag beschlossen, das Land dem russischen Zepter zu unterwerfen. Dieser Beschluss wurde Herzog Peter mitgeteilt und von diesem per Abtretungsurkunde bestätigt. 1795 stand das Baltikum somit insgesamt unter russischer Herrschaft. Das Gouvernement Kurland wurde neben den damals bereits bestehenden Gouvernements Estland (dem heutigen Nordteil der Republik Estland) und Livland das dritte der russischen Ostseegouvernements, die vom deutsch-baltischen Adel jeweils autonom verwaltet wurden. Die durch Peter den Großen nach dem Erwerb des nördlichen Baltikums im Frieden von Nystad 1721 den baltischen Städten und Ritterschaften zugesicherten Privilegien kamen zunächst auch in Kurland zur Anwendung und ermöglichten eine autonome Selbstverwaltung. So konnte z. B. durch Beschluss der Kurländischen Ritterschaft 1817 die Leibeigenschaft in Kurland aufgehoben werden; das Gouvernement Estland war dabei 1816 vorausgegangen, das Gouvernement Livland folgte 1819. Im übrigen Russland hingegen bestand die Leibeigenschaft noch bis 1861. Die lokalen Strukturen wurden komplexer. Es bildete sich eine neue, bäuerliche Aristokratie mit der sich der Adel in Form eines Elitenkompromisses arrangierte.

### Kurland in und nach den beiden Weltkriegen
Im Ersten Weltkrieg wurde Kurland 1915 von der deutschen Armee besetzt. Im Friedensvertrag von Brest-Litowsk wurden Kurland und Litauen aus dem russischen Staatsverband gelöst. Wie die künftige staatliche Organisation dieser Regionen aussehen sollte, wollten die Mittelmächte im Benehmen mit der Bevölkerung bestimmen. Darüber hinaus musste Russland zugestehen, dass auch Estland und Livland von einer deutschen Polizeimacht besetzt bliebe, bis dort eine eigene staatliche Ordnung und eigene Landeseinrichtungen, die für Sicherheit sorgen könnten, aufgebaut sein würde.
Als im November 1918 der Lettische Volksrat die unabhängige Republik Lettland ausrief, war auch Kurland gemeint. Nach Ausrufung einer Lettischen Räterepublik im Dezember 1918 stießen im Januar 1919 bolschewistisch-lettische Truppen und Einheiten der Roten Armee bis zum Fluss Venta in Kurland vor. Im März 1919 erfolgte eine Gegenoffensive von deutschen und national-lettischen Truppen. Bis 1940 existierte dann die erste Republik Lettland.
Nach der bereits 1939 erfolgten Einrichtung mehrerer Stützpunkte in Kurland wurde ganz Lettland am 17. Juni 1940 nach Gewaltandrohung von der Roten Armee okkupiert. Gegen den Protest der Botschafter der Westmächte proklamierte die sowjetische Regierung am 21. Juli 1940 die Errichtung der Lettischen Sozialistischen Sowjetrepublik und ließ diese um Beitritt zur UdSSR bitten, der am 5. August 1940 erfolgte. Nach dem deutsch-sowjetischen Nichtangriffspakt und dem folgenden Umsiedelungsvertrag zwischen dem Deutschen Reich und Lettland waren die Deutsch-Balten bereits im November/Dezember 1939 in den sogenannten „Reichsgau Wartheland“ umgesiedelt worden, von wo sie nach Kriegsende 1945 wieder vertrieben wurden.

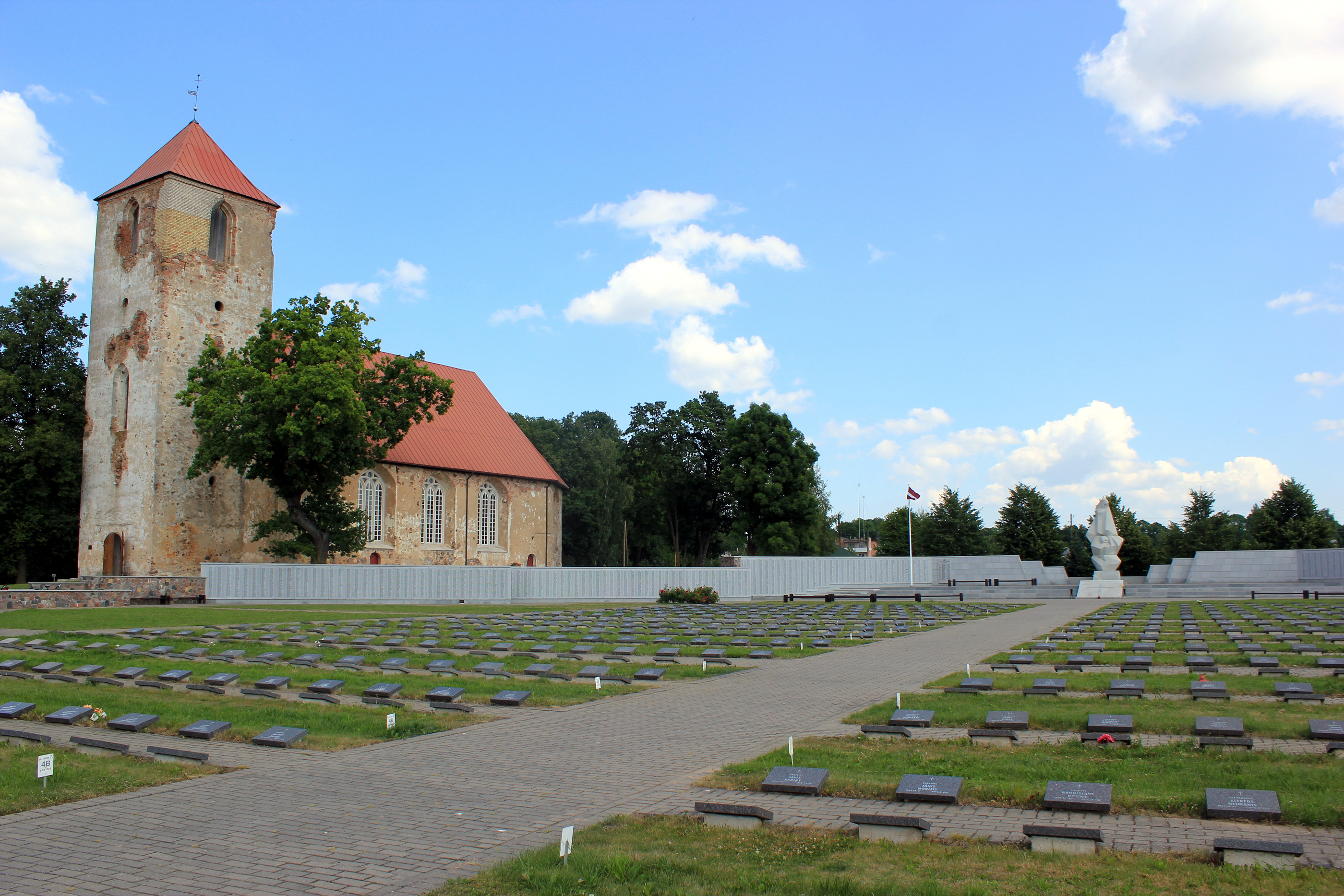
Friedhof für lettische SS-Legionäre in Lestene

Nach Beginn des Deutsch-Sowjetischen Krieges (1941) war das lettische Territorium bis zur schrittweisen Rückeroberung durch die Rote Armee ab Sommer 1944 von deutschen Truppen besetzt und dem Reichskommissariat Ostland zugeordnet. Der General d. R. Oskars Dankers bildete 1942 eine kollaborierende Marionettenverwaltung, während der Kommunist Arturs Sprogis lettische Partisaneneinheiten gegen lettische SS-Einheiten führte. Noch im Februar 1945 bildete die eingeschlossene frühere deutsche Heeresgruppe Nord, jetzt Heeresgruppe Kurland, eine Marionettenrepublik Kurland. In den sechs verlustreichen „Kurlandschlachten“ von Oktober 1944 bis März 1945 wehrten die im Kurland-Kessel eingeschlossenen Wehrmachtverbände, unterstützt von lettischen Einheiten, alle sowjetischen Offensiven ab. Über die Häfen Windau und Libau liefen bis zum 9. Mai 1945 Evakuierungen von Flüchtlingen, Verwundeten und Heereseinheiten. Etwa 200.000 Deutsche und Letten gingen am 10. Mai 1945 nach der bedingungslosen Kapitulation der Wehrmacht in sowjetische Kriegsgefangenschaft. Krieg und Kriegsfolgen (Flucht und Deportationen) führten zu erheblichen Bevölkerungsverlusten auch in Kurland.
Kurland gehörte bis 1991 zur Lettischen Sozialistischen Sowjetrepublik. Besonders eine forcierte Industrialisierung war mit der Ansiedlung vieler Angehöriger anderer Volksgruppen aus der UdSSR verbunden, unter denen die Russen dominierten. Am 4. Mai 1990 erklärte Lettland seine Unabhängigkeit, was seitens der Sowjetunion am 21. August 1991 und nach dem Ende der UdSSR auch von Russland anerkannt wurde.

## Städte
- Aizpute (Hasenpoth)
- Dobele (Doblen)
- Durbe (Durben)
- Grobiņa (Grobin)
- Kandava (Kandau)
- Kuldīga (Goldingen)
- Liepāja (Libau)
- Pāvilosta (Paulshafen)
- Piltene (Pilten)
- Priekule (Preekuln)
- Sabile (Zabeln)
- Saldus (Frauenburg)
- Skrunda (Schrunden)
- Stende (Stenden)
- Talsi (Talsen)
- Tukums (Tukkum)
- Valdemārpils (Saßmacken)
- Ventspils (Windau)